# Tolpia kuchingia
Tolpia kuchingia là một loài bướm đêm thuộc họ Erebidae. Nó được tìm thấy ở Borneo.
Sải cánh dài 13–14 mm. Cánh sau màu nâu xám và phía dưới nâu đồng nhất.